# 鸿塘镇
鸿塘镇，是中华人民共和国江西省鹰潭市贵溪市下辖的一个乡镇级行政单位。

## 行政区划
鸿塘镇下辖以下地区：
洋塘村、红山村、炉宋村、傅家村、薯铺村、凉山村、郑家村、黄柏村、塘湾村、界牌村、基塘村、毫岭村、陵家村、富岗村、横田村和港口村。